# 絶対格
絶対格（ぜったいかく、absolutive case）とは、格の一つであり、能格言語（能格的な格配列の言語）において自動詞文の主語（自主）と他動詞文の目的語（他目）が取る格がこう呼ばれる。
ごくわずかの例外を除いて、絶対格は形式的にも機能的にも無標である。つまり、他の格形式の元になる形であり、名詞の引用形式として用いられる。

## 名称
能格言語における自主と他目の格を最初に absolutive（絶対格）と呼んだのはエスキモー語の研究者で、20世紀後半にはこの呼称が一般的になった。それ以前は nominative（主格）と呼ばれており、現在でもそう呼ばれることがある。すでに廃れたものとしては、casus passivus (Jespersen 1924: 166) や casus indifferens (Pilhofer 1933: 44) という呼び方も存在した。